# جيما ريدجراف
جيما ريدجراف (بالإنجليزية: Jemma Redgrave)‏ هي ممثلة بريطانية، ولدت في 14 يناير 1965 بلندن في المملكة المتحدة.

## أعمال

### أفلام
- (1992) نهاية هاورد

## وصلات خارجية
- جيما ريدجراف على موقع IMDb (الإنجليزية)
- جيما ريدجراف على موقع ألو سيني (الفرنسية)
- جيما ريدجراف على موقع تيرنر كلاسيك موفيز (الإنجليزية)
- جيما ريدجراف على موقع أول موفي (الإنجليزية)
- جيما ريدجراف على موقع قاعدة بيانات الأفلام السويدية (السويدية)
- جيما ريدجراف على موقع قاعدة بيانات الفيلم (الإنجليزية)
- جيما ريدجراف على موقع كينوبويسك (الروسية)